# Чингэлтэй (лингвист)
Чингэлтэй (12 июня 1924 — 27 декабря 2013; также Chinggeltei и Chenggeltei кит. трад. 清格爾泰, упр. 清格尔泰, пиньинь Qīnggè'ěrtái) — китайский лингвист-монголовед, профессор Университета Внутренней Монголии в  Хух-Хото, Внутренняя Монголия, Китай. Один из основателей этого университета и его первый вице-ректор.
Внес большой вклад в изучение языков монгольских народов Китая (в том числе участвовал в совместной экспедиции с советским и российским монголоведом Б. Х. Тодаевой), письменно-монгольского языка, и, особенно, в дешифровку киданьского письма.

## Избранные труды
- 《蒙文文法》, 内蒙古日报社, 1949. The first modern scientific grammar of the Mongolian language published in China[2]
  - Translated to English as Chinggaltai (1952), A grammar of the Mongol language, Hong Kong: The Evangelical Alliance Mission, OCLC 252252646
  - Reprinted as Chinggaltai (1963), A grammar of the Mongol language, New York: Ungar, OCLC 1920867
  - Translated to Cyrillic-orthography Mongolian as Монгол хэлний зүй: зургаадугаар дэвтэр, National University of Mongolia, 2007, OCLC 317393560
  - John C. Street gave the 1963 English version a scathing review, criticising its «linguistic inanities» and «clumsy obfuscations».[4]
- 《契丹小字研究》 [Study of the Lesser Khitan Script], Chinese Social Sciences Press, 1985, OCLC 16717597